# Tereza Khristoforovna Margulova
Teresa Christoforovna Margulova ( Russo : Маргулова, Тереза Христофоровна) (1912–1994) foi uma Doutora em Ciência, Professora e fundadora do Departamento de Estações de Energia Nuclear do Instituto de Engenharia de Energia de Moscou . Ela nasceu em 14 de agosto de 1912 e cresceu em Bacu . Depois de se formar no Instituto Industrial Azerbaidjão, ela continuou seus estudos em um PhD (programa de doutorado) no Instituto de Engenharia de Energia de Moscou (em Inglês: Moscow Power Engineering Institute(MPEI) - em russo: МЭИ). 

## Biografia
Durante a maior parte de sua vida, Margulova foi associada ao MPEI. Lecionou até 1956 no departamento de caldeiras e foi promovida de professora assistente a professora enquanto fazia sua tese de conclusão do doutorado, obtendo o título de doutor. Sua pesquisa tem sido associada ao desenvolvimento de um dos principais problemas de implementação da engenharia de ultra alto calor: a criação de um tratamento químico de água confiável e eficiente para circuitos de transferência de calor de caldeiras. 
Os resultados de sua pesquisa costumavam ser amplamente praticados em usinas nucleares ( Leningrado e Chernobyl ), usinas deenergia nucleares de embarcações navais, incluindo o Quebra-Gelo Nuclear "Lenin", e estações de energia térmica ( Kostroma GRES). Margulova esteve diretamente envolvida na implementação da mais recente tecnologia em Engenharia de Energia.
Em 1956, Margulova começou a atuar ativamente na retreinamento de especialistas e no aprimoramento de processos tecnológicos para a indústria de energia nuclear. Naquele ano, ela também iniciou o primeiro departamento de usinas nucleares de faculdades e universidades do mundo. Ela foi chefe do departamento por muitos anos, e em seus últimos anos trabalhou como professora, cinco alunos do quinto ano do Departamento de Energia Térmica (DET) foram recrutados para se especializarem em "Usinas Nucleares" (em inglês - Nuclear Power Plants(NPP) - em russo : АЭС) quando o departamento de NPP começou, um ano depois esses cinco alunos foram os primeiros a se formar nessa área. Todos os métodos desenvolvidos no NPP do MPEI levaram à criação de departamentos e disciplinas semelhantes no ensino superior dos países do Bloco Soviético, com os quais Teresa esteve pessoalmente envolvida. Para o livro didático Usinas de energia nuclear em 1971, Margulova recebeu o Prêmio do Estado. Todas as gerações de engenheiros nucleares do bloco oriental atômico cresceram com este livro. 
Na NPP, Margulova também ministrou cursos internacionais de retreinamento para graduados em engenharia para trabalhar na indústria de energia nuclear na Rússia, em outras repúblicas da URSS e em muitos países estrangeiros. 
Margulova foi líder no desenvolvimento de métodos científicos e suas implementações práticas em muitas áreas de sistemas de troca de calor de usinas térmicas, química da água e tecnologia de materiais. Uma dessas tecnologias recebeu o Prêmio Estadual em 1978. 
Por muitos anos, Margulova atuou como Reitora do Presidentes das Usinas Térmicas e, posteriormente, como Vice Diretora da MPEI. Ela foi membro dos Conselhos Científicos e Técnicos de vários departamentos governamentais, agências e conselhos editoriais, incluindo o editor-chefe adjunto da revista Power Plant Engineering . 
O trabalho de Margulova foi recompensado com muitos prêmios do governo: "A Ordem de Lenin" e "A Ordem de Honra", e por duas vezes ela recebeu o Prêmio do Estado. Em 1981, Margulova recebeu o título de " Cientista Homenageado da Federação Russa ". Em 1993, ela foi uma das primeiras a ser eleita membro honorário da Academia Internacional de Engenharia. Margulova também foi premiada com doutorados honorários de universidades estrangeiras: Budapest University of Technology e Escola de Graduação em Engenharia em Zittau ( Alemanha ). 
Sob a direção de Margulova, mais de 70 Ph.D. dissertações foram obtidas e 6 teses de doutorado. Muitos professores e cientistas na Rússia e em outros países se consideram seus alunos e seguidores. Margulova publicou cerca de 300 artigos científicos e cerca de duas dezenas de livros. 